# Championnat du Botswana de football 2005-2006
Navigation
Saison précédente Saison suivante
La saison 2005-2006 du Championnat du Botswana de football est la quarante-et-unième édition du championnat de première division au Botswana. Les seize meilleures équipes du pays sont regroupées au sein d’une poule unique où ils s’affrontent deux fois au cours de la saison, à domicile et à l’extérieur. En fin de saison, les deux derniers du classement sont relégués et remplacés par les deux meilleurs clubs de deuxième division tandis que le 14e doit affronter le 3e de D2 en barrage de promotion-relégation.
C'est le club de Police XI qui est sacré cette saison après avoir terminé en tête du classement final, avec quinze points d’avance sur le duo Botswana Defence Force XI-Botswana Meat Commission FC. Il s’agit du tout premier titre de champion du Botswana de l’histoire du club.

## Qualifications continentales
Le champion du Botswana se qualifie pour la Ligue des champions de la CAF 2007 tandis que le vainqueur de la coupe nationale obtient son billet pour la Coupe de la confédération 2007.

## Les clubs participants
| - Township Rollers - Police XI - Mochudi Centre Chiefs - Mogoditshane Fighters - TASC - Notwane FC - Botswana Defence Force XI - Prisons XI | - ECCO City Green - Nico United - FC Satmos - Botswana Meat Commission FC - Lobtrans Gunners - Gaborone United - Promu de D2 - Mosquito FC - Promu de D2 - Naughty Boys Tlokweng - Promu de D2 |

## Compétition
Le barème utilisé pour établir le classement est le suivant :
- Victoire : 3 points
- Match nul : 1 point
- Défaite : 0 point

### Classement
| Rang | Équipe                    | Pts | J  | G  | N  | P  | Bp | Bc | Diff |
| ---- | ------------------------- | --- | -- | -- | -- | -- | -- | -- | ---- |
| 1    | Police XI                 | 66  | 30 | 20 | 6  | 4  | 54 | 25 | +29  |
| 2    | Botswana Defence Force XI | 51  | 30 | 14 | 9  | 7  | 47 | 34 | +13  |
| 3    | Botswana Meat Commission  | 51  | 30 | 14 | 9  | 7  | 36 | 24 | +12  |
| 4    | ECCO City Green           | 48  | 30 | 13 | 10 | 7  | 62 | 48 | +14  |
| 5    | Nico United               | 47  | 30 | 13 | 8  | 9  | 37 | 37 | 0    |
| 6    | Prisons XI                | 45  | 30 | 13 | 6  | 11 | 39 | 34 | +5   |
| 7    | Township RollersT         | 45  | 30 | 11 | 12 | 7  | 38 | 36 | +2   |
| 8    | Notwane FCC               | 42  | 30 | 12 | 6  | 12 | 47 | 40 | +7   |
| 9    | TASC FC                   | 42  | 30 | 11 | 9  | 10 | 35 | 35 | 0    |
| 10   | Mochudi Centre Chiefs     | 41  | 30 | 11 | 8  | 11 | 41 | 34 | +7   |
| 11   | Gaborone UnitedP          | 38  | 30 | 10 | 8  | 12 | 41 | 37 | +4   |
| 12   | Lobtrans Gunners          | 35  | 30 | 9  | 8  | 13 | 34 | 40 | -6   |
| 13   | FC Satmos                 | 35  | 30 | 8  | 11 | 11 | 39 | 52 | -13  |
| 14   | Mogoditshane Fighters     | 34  | 30 | 10 | 4  | 16 | 33 | 37 | -4   |
| 15   | Naughty Boys TlokwengP    | 27  | 30 | 7  | 6  | 17 | 30 | 50 | -20  |
| 16   | Mosquito FCP              | 9   | 30 | 1  | 6  | 23 | 27 | 77 | -50  |

|  | Qualification pour la Ligue des champions de la CAF 2007                  |
|  | Qualification pour la Coupe de la confédération 2007                      |
|  | Participation à la poule de promotion-relégation                          |
|  | Relégation directe en deuxième division                                   |
|  | T : Tenant du titre C : Vainqueur de la Coupe du Botswana P : Promu de D2 |

### Matchs

#### Poule de promotion-relégation
Le 14e de première division retrouve les seconds des poules Nord et Sud de deuxième division. Seule la meilleure équipe se maintient ou accède à la St Louis Premier League.
| Rang | Équipe                        | Pts | J | G | N | P | Bp | Bc | Diff |  | Résultats (▼ dom., ► ext.)    | Jwa | Sto | Mog |
| ---- | ----------------------------- | --- | - | - | - | - | -- | -- | ---- |  | ----------------------------- | --- | --- | --- |
| 1    | Jwaneng Comets (D2)           | 7   | 4 | 2 | 1 | 1 | 3  | 2  | +1   |  | Jwaneng Comets (D2)           |     | 1-0 | 1-1 |
| 2    | Stonebreakers Letlhakane (D2) | 6   | 4 | 2 | 0 | 2 | 4  | 4  | 0    |  | Stonebreakers Letlhakane (D2) | 1-0 |     | 1-3 |
| 3    | Mogoditshane Fighters         | 4   | 4 | 1 | 1 | 2 | 4  | 5  | -1   |  | Mogoditshane Fighters         | 0-1 | 0-2 |     |

## Bilan de la saison
| Championnat du Botswana de football 2005-2006 |                       |
| Champion                                      | Police XI (1er titre) |
| Coupes et trophées                            |                       |
| Vainqueur de la Coupe du Botswana 2005-2006   | Notwane FC            |
| Qualifications continentales                  |                       |
| Ligue des champions de la CAF 2007            | Police XI             |
| Coupe de la confédération 2007                | Notwane FC            |
| Promotions et relégations                     |                       |
| Promus en Premier League                      | Jwaneng Comets        |
| Promus en Premier League                      | TAFIC FC              |
| Promus en Premier League                      | União Flamengo Santos |
| Relégués en Second Division                   | Mosquito FC           |
| Relégués en Second Division                   | Naughty Boys Tlokweng |
| Relégués en Second Division                   | Mogoditshane Fighters |